# Lapptjärnen (Lycksele socken, Lappland, 722902-160811)
Lapptjärnen är en sjö i Lycksele kommun i Lappland och ingår i Umeälvens huvudavrinningsområde.